# I figli non si vendono
I figli non si vendono è un film del 1952 diretto da Mario Bonnard.

## Trama
Luisa ha una relazione con Roberto, il suo datore di lavoro. Questi, istigato dalla madre, abbandona la donna malgrado stia per nascere un figlio e sposa una ragazza più giovane e ricca. La madre di Roberto cerca di rassicurare Luisa promettendole di occuparsi del bambino e offrendole del denaro, ma lei rifiuta.
Luisa, distrutta dal dolore, tenta il suicidio. Intanto Roberto è coinvolto in un incidente stradale. Dapprima apparentemente cinico, diventa sempre più consapevole delle sue responsabilità fino a ritrovare sé stesso e a sposare Luisa quando la sua vera madre gli rivela la sua origine.

## Produzione
Il film, prodotto dallo stesso autore del soggetto e girato negli stabilimenti Scalera, appartiene al filone strappalacrime (in seguito indicato dalla critica anche con il termine neorealismo d'appendice), molto in voga in quegli anni tra il pubblico italiano.

## Distribuzione
Il film fu distribuito nelle sale cinematografiche italiane il 9 ottobre del 1952.
Venne in seguito distribuito anche in Spagna (18 gennaio 1954), Portogallo (8 giugno 1954) e Francia (2 marzo 1955).